# Enrique Vázquez Domínguez
Enrique Vázquez Domínguez (1945), es un periodista español.

## Trayectoria
Especializado en asuntos internacionales, fue editor de la publicación Actualidad política extranjera. Más tarde pasaría a prestar sus servicios en la Agencia EFE, de la que llegó a ser jefe del área Internacional.
Presente en TVE desde 1981 y colaborador de José Luis Balbín, en diciembre de 1982 es nombrado por José María Calviño, subdirector de Informativos de TVE y un año después, en septiembre de 1983, pasa a ocupar la dirección de los Servicios Informativos. Desde ese cargo procede a una renovación de los equipos de los Telediarios, con la salida, entre otros de Luis Mariñas, Joaquín Arozamena y Paloma Gómez Borrero. 
En enero de 1985 fue relevado del cargo y pasó a ejercer la jefatura de Relaciones Internacionales de TVE.
En 1988 se incorpora como director de comunicación al recién creado Canal 10, que interrumpió sus emisiones en septiembre de ese mismo año.
Tras esa experiencia se incorpora en la temporada 1990/91 a la tertulia del programa Escrito en el aire, de Mercè Remolí en Radio Nacional de España. Su colaboración con RNE se prolonga hasta 1996 con el programa de tertulia Edición de tarde de Antonio San José, en el que compartía micrófono con Felipe Mellizo y Luis Carandell.
Con posterioridad ha trabajado como asesor del Grupo Correo, colaborando además habitualmente en El Periódico de Catalunya y la cadena CNN+, a la que se incorpora en 1999 y donde dirigió y presentó el espacio Mundo a fondo.

## Vida personal
Marido de la periodista Elena Martí Ballesta (1946).